# Saul Bellow
Saul Bellow, ursprungligen Solomon Bellow, född 10 juni 1915 i stadsdelen Lachine i Montréal, död 5 april 2005 i Brookline i Massachusetts, var en kanadensisk-amerikansk författare. Han mottog Nobelpriset i litteratur 1976. Han har även tilldelats Pulitzerpriset (1976) och National Book Award (1954, 1965 och 1971).

## Författarskap
Saul Bellow föddes  av rysk-judiska föräldrar, men växte upp i Chicago. Han anses vara en av de främsta företrädarna för den judisk-amerikanska romanen. Hans tema är den moderna människans främlingskap. 
Bellow debuterade 1944 och fick sitt genombrott med pikareskromanen The Adventures of Augie March (1953; Augie Marchs äventyr). Henderson the Rain King (1959; Regnkungen Henderson) handlar om en amerikansk miljonär som i Afrika söker mening och andlig styrka. Herzog (1964) är en idéroman om en judisk intellektuell, som ställer individens andliga behov i kontrast mot samhällets och moralens krav. Bellows senare romaner utvecklar temat, till exempel Mr. Sammler's Planet (1970; Mr Sammlers planet), Humboldt's Gift (1974; Humboldts gåva) och The Dean's December (1982; Professorns december); den senare boken kontrasterar Chicagos våld och korruption mot öststaternas kalla byråkrati. More Die of Heartbreak (Fler dör av krossat hjärta) kom 1988 och kortromanen The Actual 1997. 
Bellows sista roman är Ravelstein från 2000. Den anses vara en nyckelroman och behandlar vänskapen mellan två professorer.